# Fernando Panico
Fernando Panico (Tricase, 1º gennaio 1946) è un vescovo cattolico italiano naturalizzato brasiliano, quinto vescovo di Crato.

## Biografia
Nato a Tricase nel 1946, è entrato nel 1964 nella congregazione dei Missionari del Sacro Cuore di Gesù.
Ordinato sacerdote nel 1971, ha esercitato il suo ministero in varie parrocchie brasiliane, fino a quando, nel 1990, in Brasile, ha terminato il suo dottorato alla Pontifícia Faculdade de Nossa Senhora da Assunção di San Paolo ed è stato nominato maestro dei novizi della sua congregazione.
Il 2 giugno 1993 è nominato vescovo di Oeiras-Floriano da papa Giovanni Paolo II; ha ricevuto l'ordinazione episcopale il successivo 14 agosto da Miguel Câmara Filho, arcivescovo di Teresina, coconsacranti gli arcivescovi Paulo Eduardo Andrade Ponte dell'arcidiocesi di São Luís do Maranhão e Carmelo Cassati della arcidiocesi di Trani-Barletta-Bisceglie.
Nel 2000 si è naturalizzato brasiliano e il 2 maggio 2001 è stato nominato vescovo di Crato.
Dom Fernando si è battuto per la riabilitazione di padre Cícero, religioso cearense dichiarato nel 2001 "O Cearense do Século".
Il 28 dicembre 2016 si è dimesso.

## Genealogia episcopale e successione apostolica
La genealogia episcopale è:
- Cardinale Scipione Rebiba
- Cardinale Giulio Antonio Santori
- Cardinale Girolamo Bernerio, O.P.
- Arcivescovo Galeazzo Sanvitale
- Cardinale Ludovico Ludovisi
- Cardinale Luigi Caetani
- Cardinale Ulderico Carpegna
- Cardinale Paluzzo Paluzzi Altieri degli Albertoni
- Papa Benedetto XIII
- Papa Benedetto XIV
- Papa Clemente XIII
- Cardinale Marcantonio Colonna
- Cardinale Giacinto Sigismondo Gerdil, B.
- Cardinale Giulio Maria della Somaglia
- Cardinale Carlo Odescalchi, S.I.
- Cardinale Costantino Patrizi Naro
- Cardinale Lucido Maria Parocchi
- Arcivescovo Adauctus Aurélio de Miranda Henriques
- Arcivescovo Moisés Ferreira Coelho
- Arcivescovo José de Medeiros Delgado
- Cardinale Eugênio de Araújo Sales
- Arcivescovo Miguel Câmara Filho
- Vescovo Fernando Panico, M.S.C.

La successione apostolica è:
- Vescovo Francisco Edimilson Neves Ferreira (2017)